# Ханджян (село)
Ханджян (арм. Խանջյան) — село в Армавирской области Армении. Основано в 1957 году.

## География
Село расположено в северной части марза, к северу от автодороги , на расстоянии 7 километров к северо-западу от города Армавир, административного центра области. Абсолютная высота — 880 метров над уровнем моря.
Климат
Климат характеризуется как семиаридный (BSk в классификации климатов Кёппена). Среднегодовая температура воздуха составляет 11,6 °C. Средняя температура самого холодного месяца (января) составляет −3,5 °С, самого жаркого месяца (июля) — 24,7 °С. Расчётная многолетняя норма атмосферных осадков — 314 мм. Наибольшее количество осадков выпадает в мае (53 мм).

## Население
| Год переписи | Население          | Население          | Население          | Население            | Население            | Население            |
| Год переписи | Наличное население | Наличное население | Наличное население | Постоянное население | Постоянное население | Постоянное население |
| Год переписи | Всего              | Мужчины            | Женщины            | Всего                | Мужчины              | Женщины              |
| ------------ | ------------------ | ------------------ | ------------------ | -------------------- | -------------------- | -------------------- |
| 2001         | 1796               | 871                | 925                | 1880                 | 940                  | 940                  |
| 2011         | 1654               | 807                | 847                | 1775                 | 901                  | 874                  |